# Деревенская ласточка
Дереве́нская ла́сточка, или ла́сточка-каса́тка (лат. Hirundo rustica) — маленькая перелётная птица, рода настоящие ласточки (Hirundo), обитающая в Европе, Азии, Африке и Америке. 
От других Hirundo отличается длинным хвостом с глубоким разрезом в форме вилки и изогнутыми длинными острыми крыльями.

## Описание
Небольшая птица, длина тела 14,6—23 см, размах крыльев 31,8—35 см. Масса птицы составляет 17—24 грамм. Окраска сверху — сине-чёрная с металлическим отблеском, снизу бледно-бежевая. На лбу и передней части шеи имеются светло-коричневые пятна. Хвост длинный, с глубоким вырезом посередине. Самцы и самки выглядят приблизительно одинаково, хотя самки часто окрашены чуть менее контрастно, и их хвост чуть короче.

## Распространение
Деревенские ласточки обитают во всех биогеографических областях, за исключением Австралии и Антарктиды. Территория, где они размножаются, включает в себя Северную Европу, Северную Америку, Северную и Центральную Азию, Северную Африку, Ближний Восток, Южный Китай и Японию. Зимуют они в Южной Америке, Южной Азии, Индонезии и Микронезии.
Легко адаптируются к различным условиям, где имеется добываемый корм, источник воды и место для гнездования, обычно нависающая часть скалы или здания, под которой они и строят своё гнездо в местах, недосягаемых для дождя. Часто их можно увидеть на территориях, используемых в сельском хозяйстве, где они селятся возле амбаров и других служебных построек. Они также строят свои гнёзда под мостами, под карнизами домов (предпочитая каменные деревянным), на лодочных причалах, а также в каменных пещерах, и даже медленно идущих поездах. Во время перелёта стараются держаться открытых пространств, часто возле воды или вдоль горных хребтов. Гнездятся обычно на высоте ниже 3000 метров над уровнем моря.

## Образ жизни
Деревенские ласточки являются перелётными птицами, ведущими дневной образ жизни. Прилетают около середины мая. Во второй половине месяца происходят постройка гнезда и откладывание яиц. Насиживание продолжается 12—13 суток, выкармливание птенцов — около 20 дней. В конце июня наблюдается вылет птенцов. Массовый отлёт проходит в сентябре.
Пение деревенских ласточек напоминает щебет, который заканчивается характерной трелью. Ведут общественный образ жизни, собираясь в большие группы и вместе усаживаясь на провода и другие возвышения. Чаще, чем другие ласточки, садятся на землю. Они также гнездятся большими колониями. Внутри колонии каждая пара защищает территорию вокруг своего гнезда. В Европе эта территория составляет 4—8 м².

## Питание
Питаются деревенские ласточки насекомыми: мухи, кузнечики, сверчки, стрекозы, жуки и другие летающие насекомые составляют 99 % их рациона. Свою добычу они в основном ловят в полёте, и на лету способны кормить своих птенцов.

## Размножение

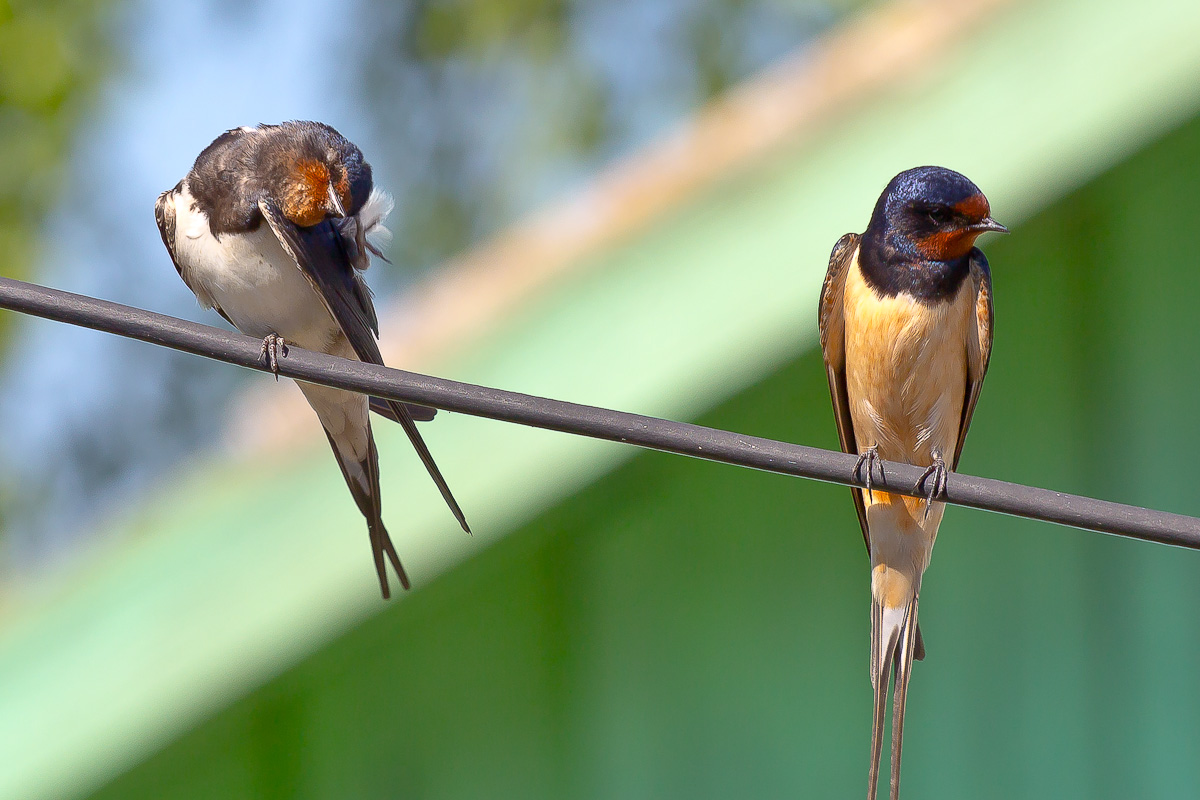
Пара. Самка слева, самец справа.

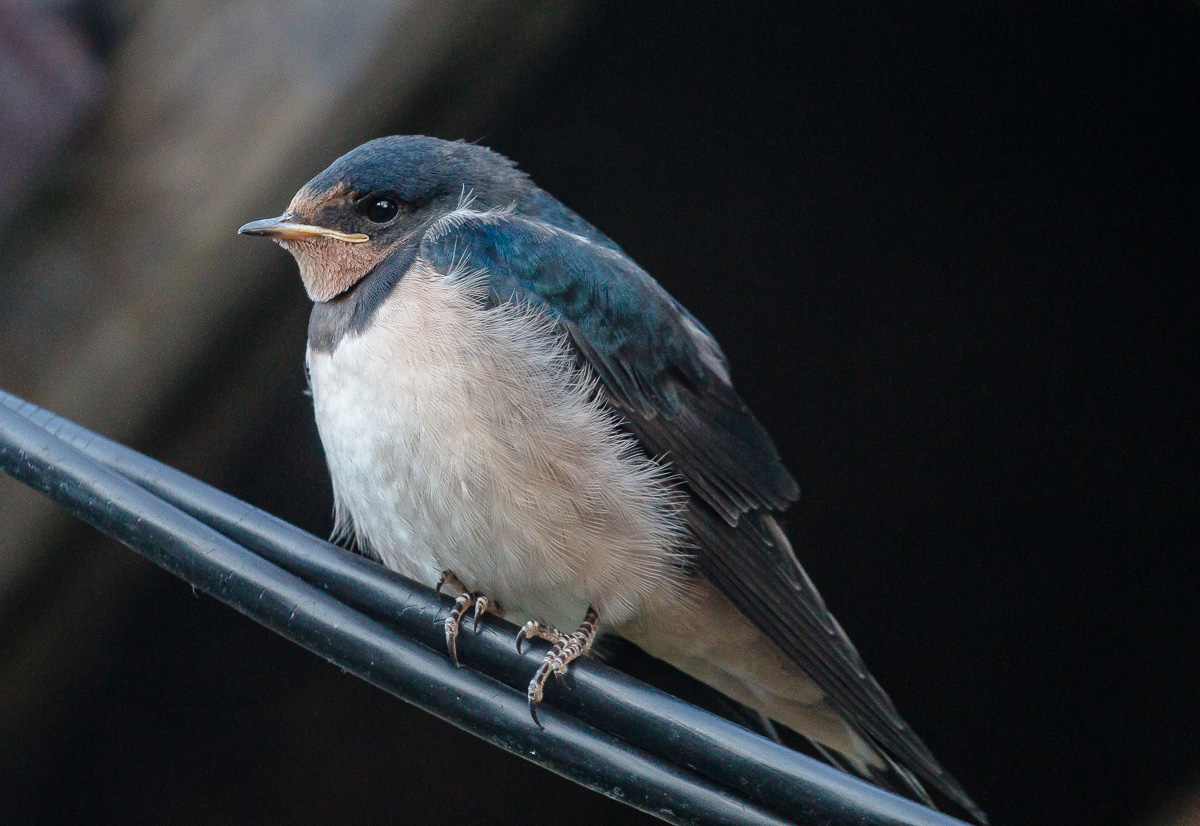
Слёток

Деревенские ласточки считаются моногамными, однобрачными птицами. Однако среди них обычно распространено создание ещё одной пары, что делает их генетически полигамными. Супружеские пары формируются каждой весной сразу после прибытия на летнее место жительства. Каждый год пары формируются по-новому, хотя если до этого у них был удачный выводок, они могут сохранять сожительство несколько лет подряд. Самцы пытаются привлечь самок, распуская свой хвост и издавая щебетание с рассыпчатой трелью.
Оставшиеся без пары самцы обычно часто присоединяются к другой паре, оставаясь с ними в течение всего сезона. Хотя эти «помощники», как правило, не кормят птенцов, они могут помогать строить и охранять гнездо, насиживать яйца и выводить потомство. Они также могут сойтись с самкой, таким образом образовав полигамную пару.
Брачный сезон у деревенских ласточек обычно происходит с мая по август, но сильно различается в зависимости от местоположения. За лето самка, как правило, успевает вывести два выводка. Оба родителя участвуют в строительстве гнезда. Сначала они строят каркас из грязи, а затем обвивают его травой и перьями. Самка откладывает 3—7 белых с буро-красным, серым или фиолетовым крапом яиц, но чаще всего 5 штук. Оба родителя насиживают яйца, чей инкубационный период составляет 13—15 дней. Птенцы появляются голыми и беспомощными. Как самец, так и самка кормят птенцов, защищают гнездо и удаляют из него помёт. Кормление происходит до 400 раз в день, перед тем как дать птенцу насекомое, родители скатывают пойманную пищу в шарик. Птенцы остаются в гнезде в течение приблизительно 20 дней до тех пор, пока они не в состоянии летать. Когда человек берёт их в руки, они пытаются взлететь, даже если ещё не умеют этого делать. После того, как птенцы научились летать, родители ещё в течение примерно недели продолжают им помогать, кормя их и показывая назад дорогу к гнезду. Начав летать, птенцы уже через 2 недели рассеиваются прочь от родителей и часто присоединяются к другим колониям птиц. Половая зрелость деревенских ласточек наступает на следующий сезон после того, как они вылупились. Как правило, молодые птицы дают меньшее потомство, чем более зрелые.
В среднем деревенские ласточки живут 4 года. Хотя существуют документированные свидетельства о восьмилетних птицах, их всё же рассматривают как исключение.

## Галерея

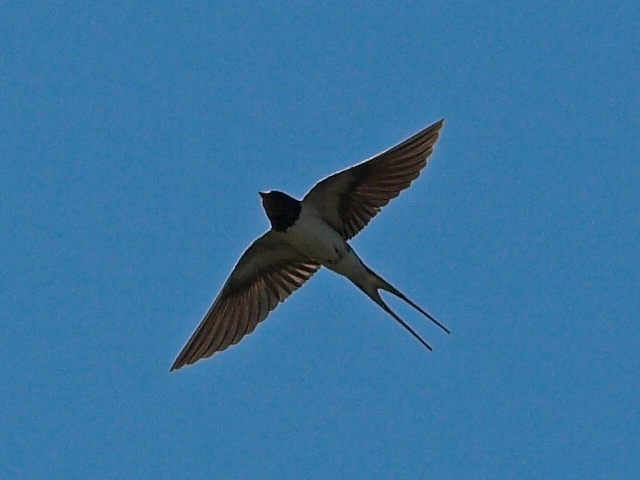
В полёте
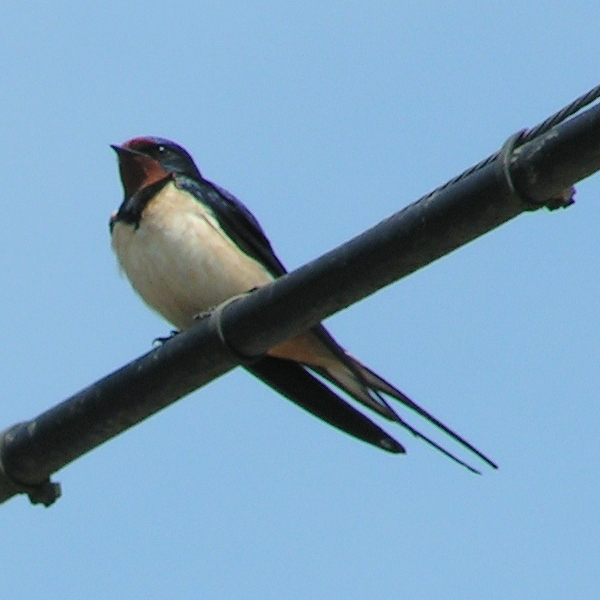
Европейский подвид, в Англии
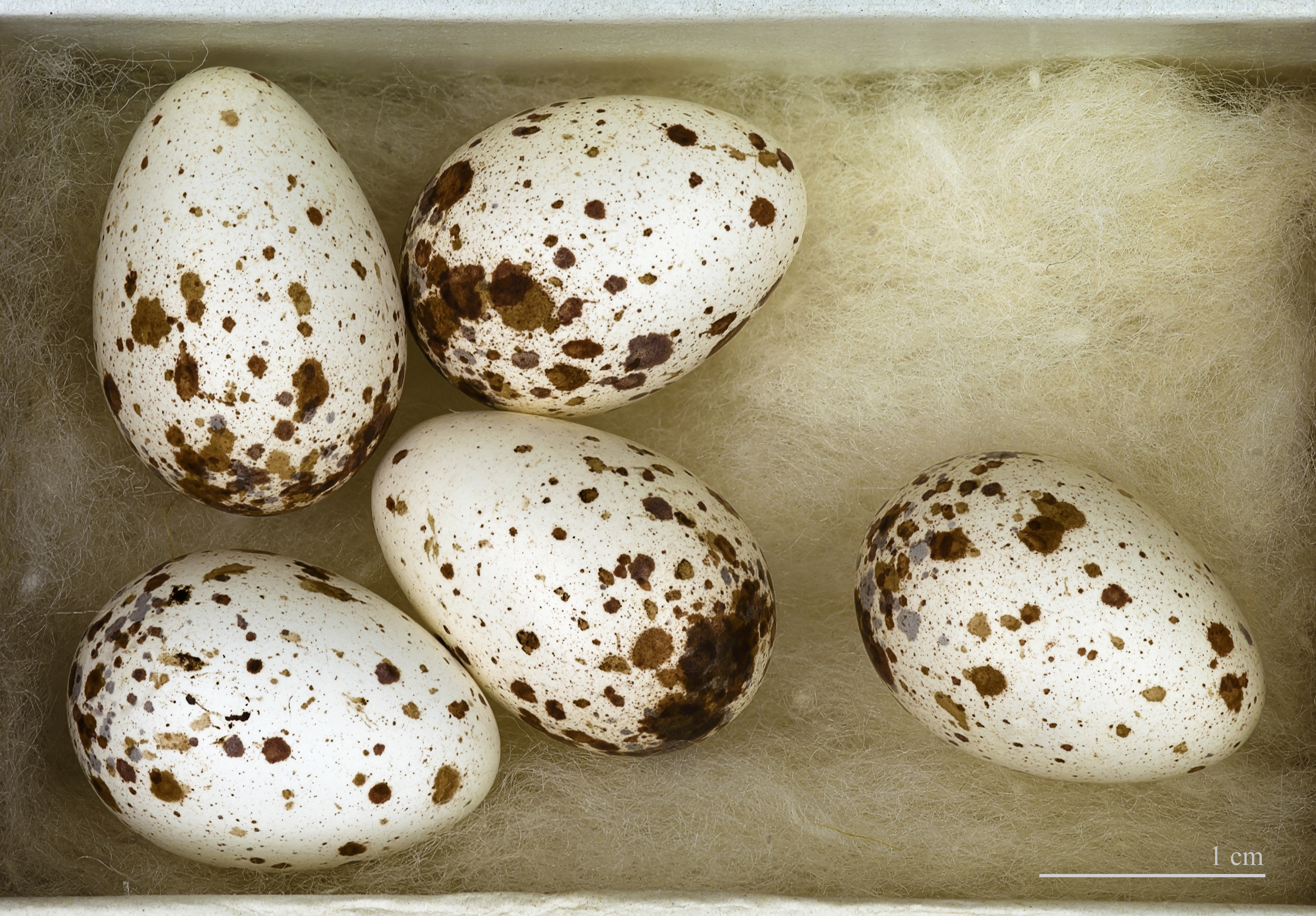
Яйца
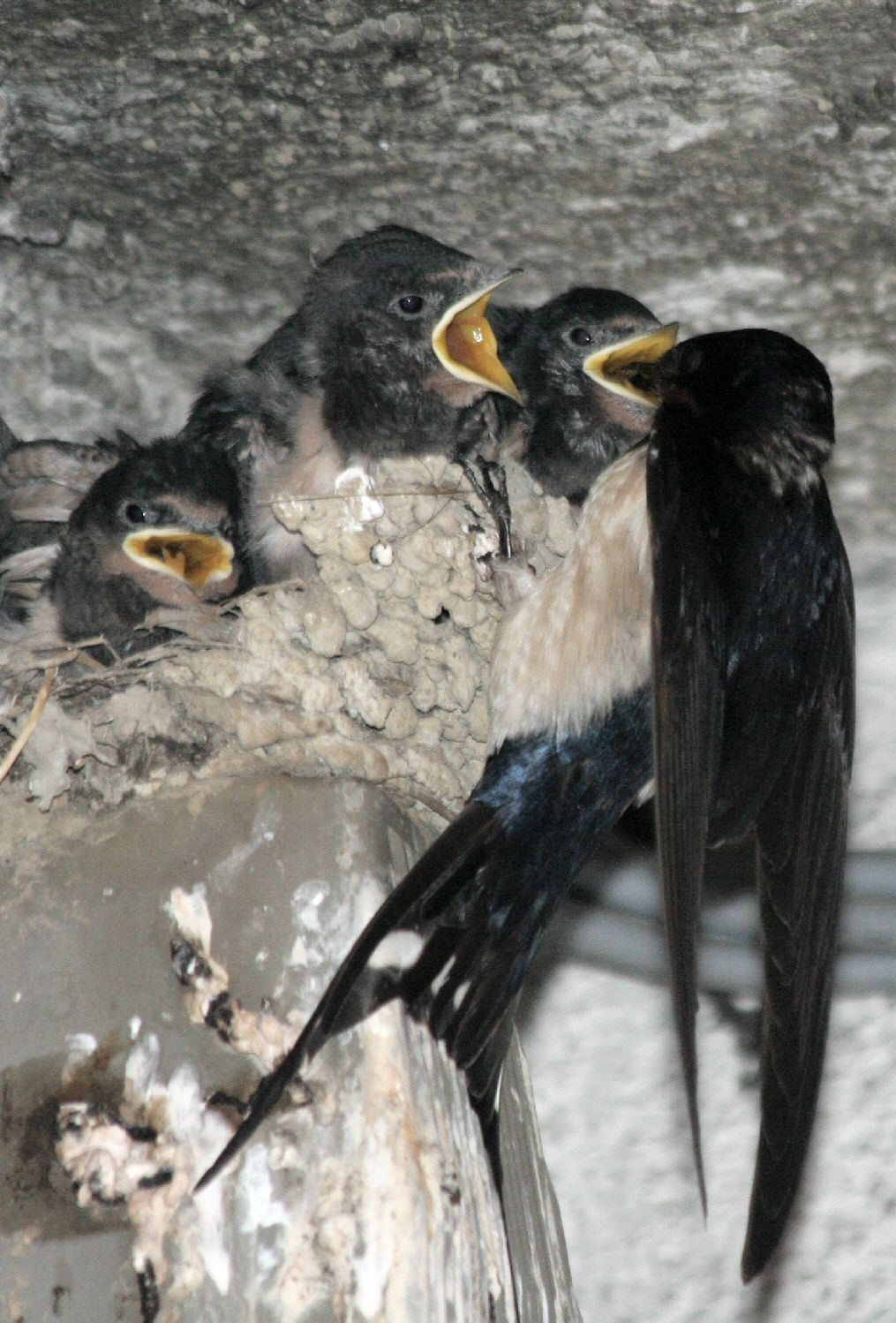
Гнездо
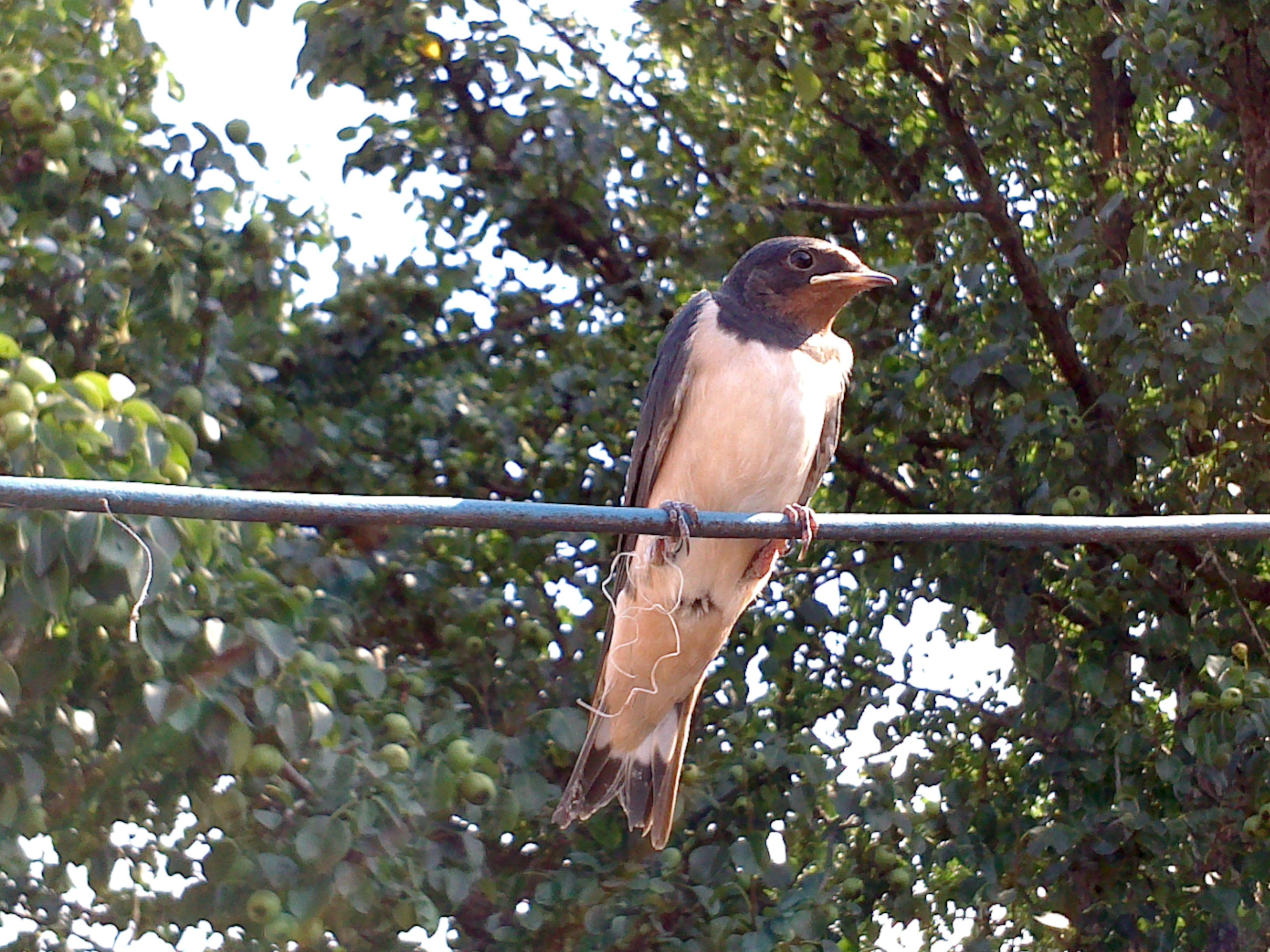
Ласточка с нитью на лапке
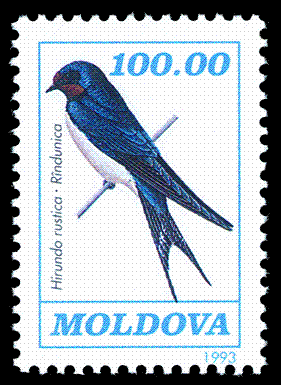
На марке Молдавии

## Нумизматика
В феврале 2008 года национальный банк Эстонии выпустил первую в своей истории платиновую монету номиналом в 100 крон. Тираж монеты составляет 3000 штук. На реверсе изображена деревенская ласточка — символ Эстонии. Монета посвящена 90-летию независимости Эстонской Республики. Кроме платиновой было ещё 2 серебряных монеты с изображением этой птицы. 10 и 100 крон, выпущенные в 1992 году.
Деревенская ласточка изображена на словенской монете номиналом 2 толара.

## Иное
13 марта 2020 года на сессии Копыльского районного Совета депутатов принято решение об утверждении природного символа Копыльского района Минской области Беларуси — Ласточка деревенская.